# Galaxy Angel II
Galaxy Angel II (ギャラクシーエンジェルII?, Gyarakushī Enjeru Tsū) è il sequel del progetto multimediale Galaxy Angel composto da anime, manga, videogiochi e light novel. Galaxy Angel II comprende un cast di personaggi completamente nuovi rispetto a Galaxy Angel, chiamati Rune Angel Troupe, mentre la storia è ambientata quattro anni dopo gli eventi della prima serie, secondo quanto detto nel videogioco Galaxy Angel II zettai ryōiki no tobira.

## Trama
In questo sequel, grazie allo sviluppo di un metodo per viaggiare attraverso dimensioni diverse, sviluppato alla fine di Galaxy Angel Eternal Lovers, una nuova dimensione chiamata NEUE è stata scoperta, ed è collegata ad EDEN attraverso uno spazio chiamato ABSOLUTE, uno snodo centrale che collega tutte le dimensioni. A questo snodo comunque non possono avere accesso molte persone, ed attualmente, l'unica persona a cui questo accesso è permesso è Milfeulle Sakuraba, ex membro della Brigata Angeli. Dato che avere accesso allo spazio ABSOLUTE implica l'apertura dei diversi cancelli che portano nelle varie dimensioni, coloro che sono abilitati ad operare vengono chiamati "gate keepers". In questo universo si muovono Apricot Sakuraba e le altre quattro ragazze che compongono il nuovo gruppo delle Brigate Angeli, chiamato Rune Angel Troupe. Anche loro, come il gruppo che le aveva precedute, hanno la missione di ritrovare tecnologie perdute e mantenere la pace sul pianeta Transbaal.

## Media

### Anime
La serie animata Galaxy Angel Rune, prodotta dalla Broccoli, dallo studio Satelight, è stata trasmessa in Giappone dai canali AT-X e TV Tokyo fra il 10 gennaio 2006 e il 24 dicembre 2006. La serie consta di tredici episodi da ventiquattro minuti ciascuno diretti da Seiji Kishi.

#### Episodi
| Nº  | Titolo italiano Giapponese 「Kanji」 - Rōmaji                                                                                      | In onda          | In onda |
| Nº  | Titolo italiano Giapponese 「Kanji」 - Rōmaji                                                                                      | Giapponese       |         |
| 1.  | Dispatch! Angel's Scramb-lune~ 「出撃！天使のスクランブる～ん」 - Shutsugeki! Tenshi no SUKURANBUru~n                              | 1º ottobre 2006  |         |
| 2.  | Big Discount! Ground Bazaa-lune~ 「激安！グラウンドバザーる~ん」 - Gekieanzu! GURAUNDO BAZA-ru~n                                   | 7 ottobre 2006   |         |
| 3.  | Legend! Food of Surviva-lune~ 「伝説! 食材サバイバる~ん」 - Densetsu! Shokuzai SABAIBAru~n                                         | 14 ottobre 2006  |         |
| 4.  | Temptation! 3 O'Clock Coffee Tab-lune~ 「誘惑！3時のカフェテーブる～ん」 - Yuuwaku! Zan Shi no KAFE TEBUru~n                       | 21 ottobre 2006  |         |
| 5.  | Reconciliation! Adult Alcoho-lune~ 「和解 ! 大人のアルコーる~ん」 - Wakai! Okina no ARUKOru~n                                      | 28 ottobre 2006  |         |
| 6.  | Birth! Newcomer Ido-lune~ 「誕生! 新人アイドる~ん」 - Tanjou! Shinjin AIDOru~n                                                     | 4 novembre 2006  |         |
| 7.  | Showdown! Senpai is the Riva-lune~ 「対決！先輩はライバる～ん」 - Taiketsu! Senpai wa RAIBAru~n                                    | 12 novembre 2006 |         |
| 8.  | Terror! Rainy Day Cal-lune~ 「恐怖！雨の日のコーる～ん」 - Kyofu! Ame no hi no KOru~n                                              | 19 novembre 2006 |         |
| 9.  | Gorgeous! Celebrity Trave-lune~ 「豪華！セレブのトラベる～ん」 - Gouka! CEREBU no TORABUru-n~                                      | 24 novembre 2006 |         |
| 10. | Assault! Battlefield Professiona-lune~ 「強襲！戦場のプロフェッショナる～ん」 - Kyoushuu! Senjou no PUROFESHONAru~n                | 3 dicembre 2006  |         |
| 11. | Hit! The Great Detective Mistery Fi-lune~ 「的中！名探偵の推理ファイる～ん」 - Tekichuu! Meitantei no Suiri FAIru~n                | 10 novembre 2006 |         |
| 12. | Hot Water! Commercia-lune~ 「熱湯！コマーシャる～ん」 - Neetou! COMASHAru~n                                                        | 17 novembre 2006 |         |
| 13. | Arrival! An Evil Evil Evi-lune~ Angel Troupe!? Shutsugen! WARU WARU WAru~n ENJERU Tai!? 「出現！ワルワルワる～んエンジェル隊！？」 | 24 novembre 2006 |         |

#### Colonna sonora
Sigla di apertura
- Uchuu de Koi wa ☆ Ru-run Run cantata da Rune Angel-tai

Sigla di chiusura
- Happy Flight cantata da Maho Tomita

### Videogiochi
- 2006: Galaxy Angel II zettai ryōiki no tobira
- 2007: Galaxy Angel II mugen kairō no kagi
- 2009: Galaxy Angel II eigō kaiki no toki

### Manga
| Titolo                | Volume | Pubblicazione    |
| --------------------- | ------ | ---------------- |
| Galaxy Angel II (3rd) | 1      | 21 giugno 2006   |
| Galaxy Angel II (3rd) | 2      | 21 ottobre 2006  |
| Galaxy Angel II (3rd) | 3      | 21 aprile 2007   |
| Galaxy Angel II (3rd) | 4      | 18 ottobre 2007  |
| Galaxy Angel II (3rd) | 5      | 21 giugno 2008   |
| Galaxy Angel II (3rd) | 6      | 21 novembre 2008 |